# Бокур сир л'Ал
Бокур сир л'Ал (фр. Beaucourt-sur-l'Hallue) насеље је и општина у североисточној Француској у региону Пикардија, у департману Сома која припада префектури Амјен.
По подацима из 2011. године у општини је живело 256 становника, а густина насељености је износила 46,8 становника/km². Општина се простире на површини од 5,47 km². Налази се на средњој надморској висини од 51 метар (максималној 132 m, а минималној 43 m).

## Демографија
| 1962. | 1968. | 1975. | 1982. | 1990. | 1999. | 2011. |
| ----- | ----- | ----- | ----- | ----- | ----- | ----- |
| 194   | 208   | 225   | 214   | 235   | 226   | 256   |

График промене броја становника у току последњих година